# Crespi d'Adda
Crespi d'Adda je malé město v italské Lombardii čítající okolo sedmi set obyvatel. Je známé především díky tomu, že patří ke kulturním památkám světového dědictví. Jedná se o původně dělnické město s jedinečnou architekturou, jehož počátky sahají do konce 19. století.